# Превоє-при-Шентвиду
Превоє-при-Шентвиду (словен. Prevoje pri Šentvidu) — поселення в общині Луковиця, Осреднєсловенський регіон, Словенія. 
Висота над рівнем моря: 337,2 м.